# Distrito Federal do Brasil (1891–1960)
O Distrito Federal foi uma divisão político-administrativa do Brasil criada pela Constituição Republicana de 1891. Durante o Império do Brasil a unidade administrativa que correspondia a seu território denominava-se Município Neutro. Era uma pessoa jurídica de direito público com jurisdição, até 1960, no território correspondente à atual área do município do Rio de Janeiro.
Com a transferência da capital para a recém criada cidade de Brasília, o novo Distrito Federal foi criado no Planalto Central em 1960. De 1960 a 1975 no mesmo território existiu o estado da Guanabara.